# Io, loro e Lara
Pour plus de détails, voir Fiche technique et Distribution.
Io, loro e Lara est un film italien réalisé par Carlo Verdone, sorti en 2010, avec Verdone, Laura Chiatti, Anna Bonaiuto, Marco Giallini, Sergio Fiorentini et Angela Finocchiaro dans les rôles principaux.

## Synopsis
Après un long séjour comme missionnaire en Afrique, le père Carlo Mascolo (Carlo Verdone) traverse une profonde crise religieuse. Il décide de rentrer à Rome où il espère retrouver le réconfort de sa famille. Il découvre son père, Alberto (Sergio Fiorentini), en pleine crise de jeunesse et marié à son aide ménagère, Olga (Olga Balan), au grand désarroi de ses deux autres enfants, Luigi (Marco Giallini) et Beatrice (Anna Bonaiuto). Pour eux, Olga dilapide à leurs yeux le patrimoine familial et abuse de leur père, ce que ce dernier dément. Carlo joue alors les médiateurs et rencontre la fille d'Olga, Lara (Laura Chiatti). Puis le destin de la famille Mascolo s'emballe lorsque, en pleine nuit, Carlo est réveillé par un coup de fil annonçant un décès dans la maison de leur père ...

## Fiche technique
- Titre : Io, loro e Lara
- Titre original : Io, loro e Lara
- Réalisation : Carlo Verdone
- Scénario : Francesca Marciano, Pasquale Plastino (it) et Carlo Verdone
- Photographie : Danilo Desideri (it)
- Montage : Claudio Di Mauro (it)
- Musique : Fabio Liberatori (it)
- Scénographie : Luigi Marchione (it)
- Costumes : Tatiana Romanoff
- Producteur : Laura Fattori et Jim Shamoon
- Société de production : Blue Sky Films
- Pays d'origine :  Italie
- Langue : Italien
- Format : Couleur
- Genre : Comédie
- Durée : 112 minutes
- Dates de sortie : Italie : 5 janvier 2010

## Distribution
- Carlo Verdone : père Carlo Mascolo
- Laura Chiatti : Lara Vasilescu
- Anna Bonaiuto : Beatrice Mascolo
- Marco Giallini : Luigi Mascolo
- Angela Finocchiaro : l'assistante sociale Elisa Draghi
- Sergio Fiorentini : Alberto Mascolo
- Olga Balan : Olga Vasilescu
- Tamara Di Giulio : Eva
- Agnese Claisse : Aida
- Nimata Carla Akakpo : Hakira
- Cristina Odasso (it) : Mirella Agnello
- Giorgia Cardaci: Francesca
- Marco Guadagno (it) : père Giulio
- Roberto Sbaratto (it) : père Savastano
- Nicola Di Gioia (it)
- Marco Minetti (it)
- Niccolò Senni (it)

## Autour du film
- Le film a été tourné dans les studios de la Cinecittà et dans la ville de Rome en Italie, ainsi qu'au Kenya, dans la banlieue de la ville de Nairobi[1].

## Distinctions

### Prix
- Globe d'or de la meilleure comédie en 2010.
- Ruban d'argent du meilleur sujet en 2010 pour Francesca Marciano, Pasquale Plastino (it) et Carlo Verdone.

### Nominations
- David di Donatello du meilleur acteur dans un second rôle en 2010 pour Marco Giallini.
- Prix David Giovani (it) en 2010 pour Carlo Verdone.
- Ruban d'argent du meilleur acteur dans un second rôle en 2010 pour Marco Giallini.
- Ruban d'argent de la meilleure comédie en 2010.
- Ciak d'oro du meilleur scénario en 2010 pour Francesca Marciano, Pasquale Plastino (it) et Carlo Verdone.
- Ciak d'oro de la meilleure actrice dans une comédie en 2010 pour Laura Chiatti.
- Ciak d'oro de la meilleure actrice dans un second rôle en 2010 pour Anna Bonaiuto.
- Festival du Cinéma Italien de Bastia : grand prix du jury en 2011.